# Lymire methyalea
Lymire methyalea là một loài bướm đêm thuộc phân họ Arctiinae, họ Erebidae.